# Диас дель Ромо, Хулио
Ху́лио Ди́ас дель Ро́мо (исп. Julio Díaz del Romo; род. 10 января 2005, Сан-Фернандо-де-Энарес) — испанский футболист, защитник клуба «Атлетико Мадрид».

## Клубная карьера
Диас — воспитанник клуба «Атлетико Мадрид».

## Международная карьера
В 2024 году в составе юношеской сборной Испании Диас принял участие в юношеском чемпионате Европы в Северной Ирландии. На турнире он сыграл в матчах против сборных Дании, Турции, Италии и Франции.

## Достижения
Сборная Испании (до 19 лет)
- Победитель чемпионата Европы (до 19 лет): 2024